# Laurentinische Wasserscheide

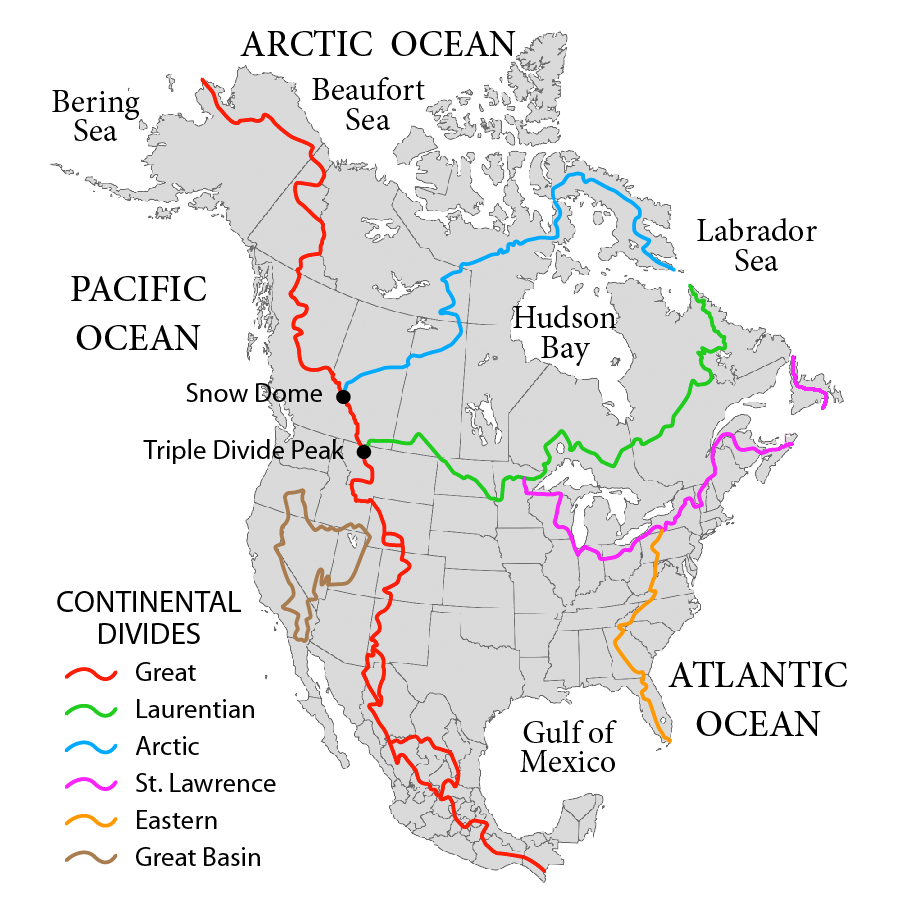
Die Laurentinische Wasserscheide (grün) erstreckt sich vom Triple Divide Peak bis zur Labrador-Halbinsel etwa bei dem 60° nördlichen Breitenkreis. Die nördliche Wasserscheide, die das Einzugsgebiet der Hudson Bay (blau) abgrenzt, erstreckt sich bis zur nördlichen Grenze der Hudsonstraße.

Die Laurentinische Wasserscheide oder Nördliche Wasserscheide ist eine kontinentale Wasserscheide in Nordamerika, die die Fließrichtung der Gewässer im östlichen und südlichen Kanada von derjenigen des nördlichen Mittleren Westens der USA scheidet. Sie trennt die Flusssysteme, die nach Norden zum Arktischen Ozean und der Hudson Bay fließen, von denen, die in den Süden zum Atlantischen Ozean, der Karibischen See und dem Golf von Mexiko fließen. Die Wasserscheide verläuft von ihrem Berührungspunkt mit der Nordamerikanischen kontinentalen Wasserscheide am Triple Divide Peak im Glacier National Park in Montana bis zum Cape Chidley an der Labradorsee.

## Geographie
Eine kontinentale Wasserscheide ist eine Abflussscheide, bei der das Einzugsgebiet auf der einen Seite der Scheide in einen anderen Ozean oder See mündet als das andere Einzugsgebiet auf der anderen Seite. Bei der Laurentinischen Wasserscheide fließt das Wasser nördlich dieser Scheide in den Arktischen Ozean, entweder in die Hudson Bay oder direkt in den Arktischen Ozean. Wasser südlich der Scheide entwässert über diverse Flüsse in den Atlantischen Ozean, etwa über die Großen Seen und dem Sankt-Lorenz-Strom im Osten, oder über das Mississippi-Missouri-Flusssystem in den Golf von Mexiko im Süden. Viele Quellen behandeln die Hudson Bay als Teil des Atlantischen Ozeans und nicht des Arktischen Ozeans, dies führt dazu, dass die Laurentinische Wasserscheide nur eine Wasserscheide niederen Ranges wäre.

## Verlauf
Im Nordosten ist das Ende der Wasserscheide auf Cape Chidleys Killiniq Island, in der Labradorsee in der sich der Ozean mit der Hudsonstraße trifft, welche ihn mit der Hudson Bay verbindet. Sie verläuft durch das östliche Kanada, taucht in die Vereinigten Staaten ein und tritt wieder in Kanada ein, bevor sie in den Rocky Mountains in den westlichen Vereinigten Staaten endet.
Auf Killiniq Island bildet die Wasserscheide die Grenze Labradors und Nunavut und dann einen guten Teil der Labrador-Quebec Grenze. Sie neigt nach Westen um das zentrale Quebec und Ontario zu durchkreuzen; sie markiert die ursprüngliche nördliche Grenze zwischen den beiden Provinzen während der Zeit der Konföderation im Jahre 1867, wenn auch beide Provinzen sich deutlich nach Norden ausgebreitet haben. Wasser östlich und südlich dieser Scheide fließen in die Labradorsee, dem Sankt-Lorenz-Golf oder dem Sankt-Lorenz-Strom und den Großen Seen.

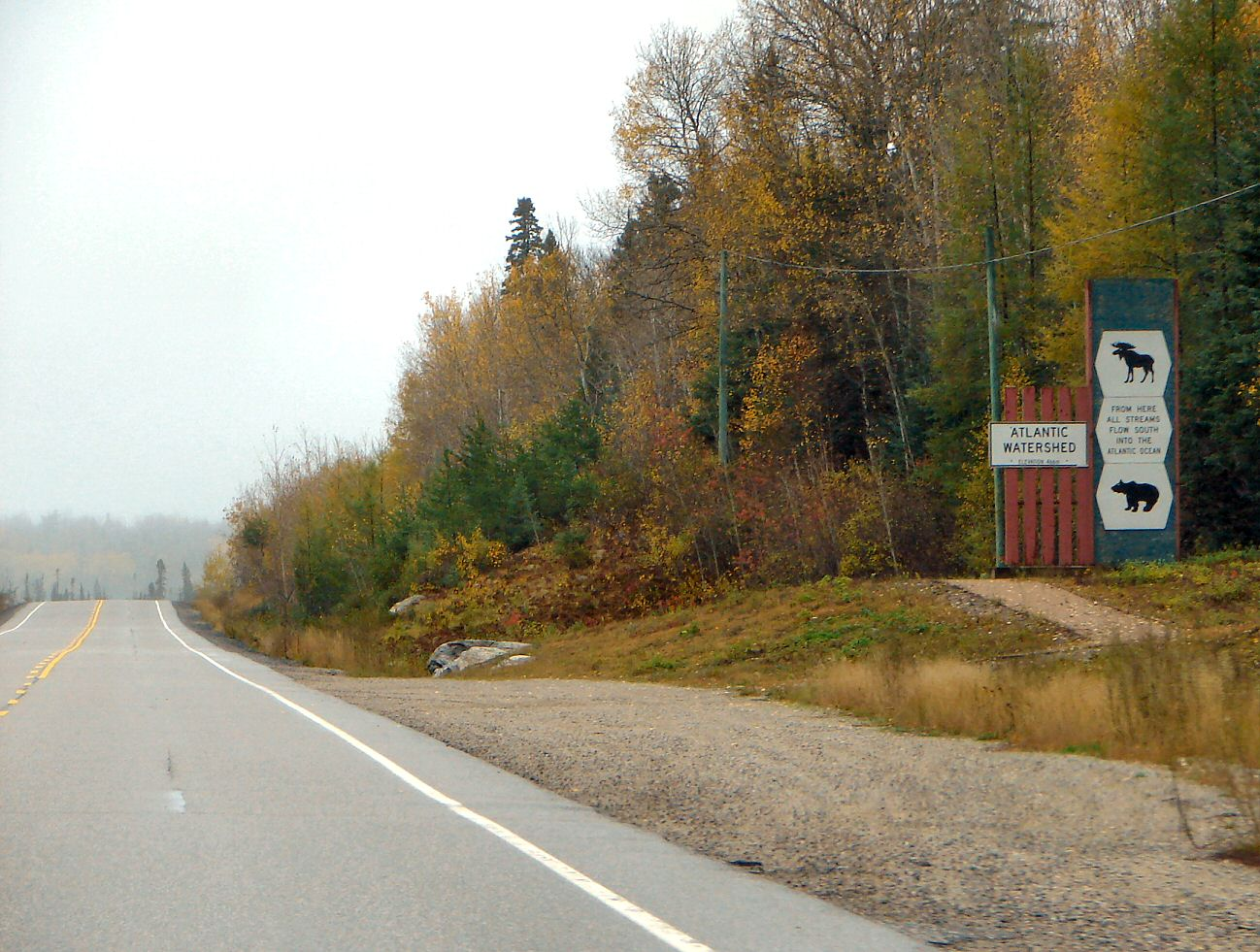
Hinweisschild der Wasserscheide entlang des Highway 101 in Ontario.

Die Wasserscheide kreuzt in die Vereinigten Staaten im Minnesota bei der Height of Land Portage. Bei Hibbing bildet es eine Drei-Wege-Wasserscheide am Hill of Three Waters, bei denen sich die Einzugsgebiete des Sankt-Lorenz-Stroms und des Mississippi Rivers mit dem des Hudson Bays trifft. Es durchkreuzt Minnesota und tritt in South Dakota beim Lake Traverse ein, dann durchkreuzt es North Dakota bis zur nordöstlichen Ecke des Bundesstaates. Die US – amerikanischen Teile der Wasserscheide trennt die Wasserregimes des Rainy Rivers und Red River of the North von dem des Mississippibeckens. Die Wasserscheide bildete die nördlichen Grenze des Louisiana Purchase der Vereinigten Staaten im Jahre 1803.
Die Wasserscheide durchquert die südlichen Regionen Saskatchewans und Albertas, bevor sie zurück in die Vereinigten Staaten fällt, wo es die Nordamerikanische kontinentale Wasserscheide am Triple Divide Peak in Glacier National Park in Montana trifft. Das westliche Ende der Laurentinischen Wasserscheide ist hier, aber die Grenzen der Einzugsgebietes verlaufen dort weiter. Die Grenze des arktische Einzugsgebietes folgt der Großen Wasserscheide nach Norden, teilweise die Grenze zwischen Alberta und British Columbia bildend, eintretend in die inneren Gebiete von British Columbia und des Yukon-Territoriums, um weiter zwei Teile der Grenze zwischen den Yukons – Nordwest-Territorien bildend das nördliche Alaska durchquerend bis zur Lisburne-Halbinsel die Wasserscheide zu bilden.